# Monomorium barbatulum
Monomorium barbatulum är en myrart som beskrevs av Mayr 1877. Monomorium barbatulum ingår i släktet Monomorium och familjen myror. Inga underarter finns listade i Catalogue of Life.